# قطار الرياض - القريات
خط قطار الرياض-القريات هو خط سكة حديد في المملكة العربية السعودية يربط بين مدينتي الرياض والقريات. يبدأ الخط البالغ طوله 1,242 كيلومترًا  من محافظة القريات ويمر عبر مناطق الجوف وحائل والقصيم قبل أن ينتهي في الرياض. يشترك الخط في البنية التحتية مع خط سكة حديد الشمال والجنوب بين بريدة وصحراء النفود الكبير. يبدأ خط سكة الحديد بين الشمال والجنوب عند منجم حازم الجلاميد للفوسفات في الإقليم الشمالي، عبر منطقة الجوف وحائل في منطقة القصيم. يتوجه بعد ذلك باتجاه الجنوب الشرقي ويمر عبر منجم البوكسيت في الزبيرة ، قبل أن ينتهي في منشآت التصنيع والتصدير في رأس الخير في المنطقة الشرقية بالقرب من الجبيل.
تم بناء الخط بتكلفة تقديرية 20 مليار ريال سعودي. في مارس 2012، حيث وقعت المؤسسة العامة للخطوط الحديدية عقدًا بقيمة 553 مليون ريال سعودي مع CAF لتصميم وتصنيع ستة قطارات دفع تعمل بالديزل بسعة 200 كم/ساعة. سلمت CAF أول قطار لشركة السكك الحديدية السعودية في سبتمبر 2015.
تم إجراء محاولة تجريبية على الخط بين الرياض والمجمعة في أكتوبر 2016. بدأت خدمات الركاب بالعمل بين الرياض والقصيم في 26 فبراير 2017. سيتم توسيع الخدمة لاحقًا لتشمل القريات في عام 2018.
هناك ست محطات على الخط: الرياض، المجمعة، القصيم، حائل، الجوف، القريات.